# Chaim Rumkowski

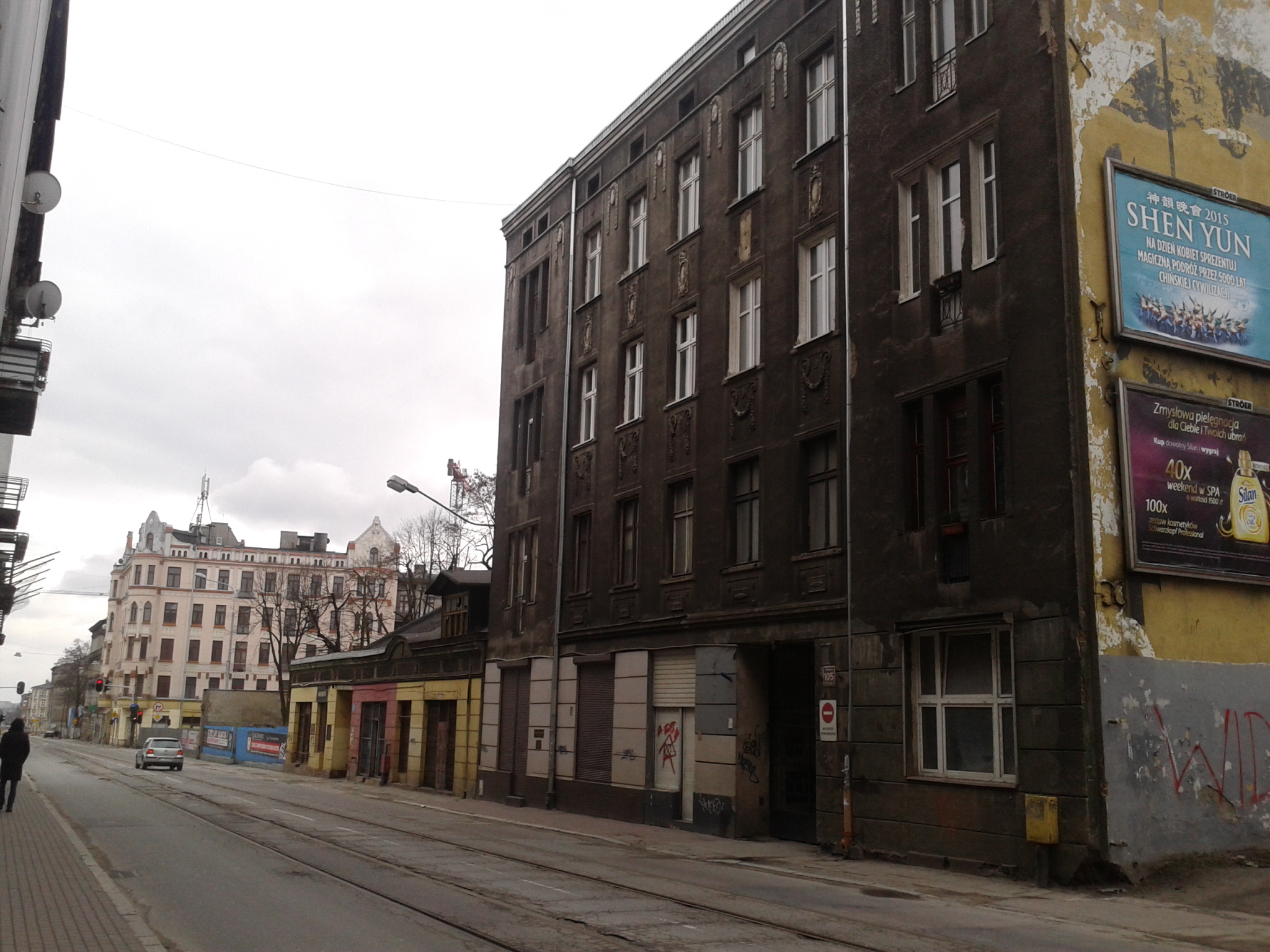
Łódź, ul. J. Kilińskiego 105 (IV 2015); mieszkanie i biuro Rumkowskiego jako agenta ubezpieczeniowego przed II wojną światową

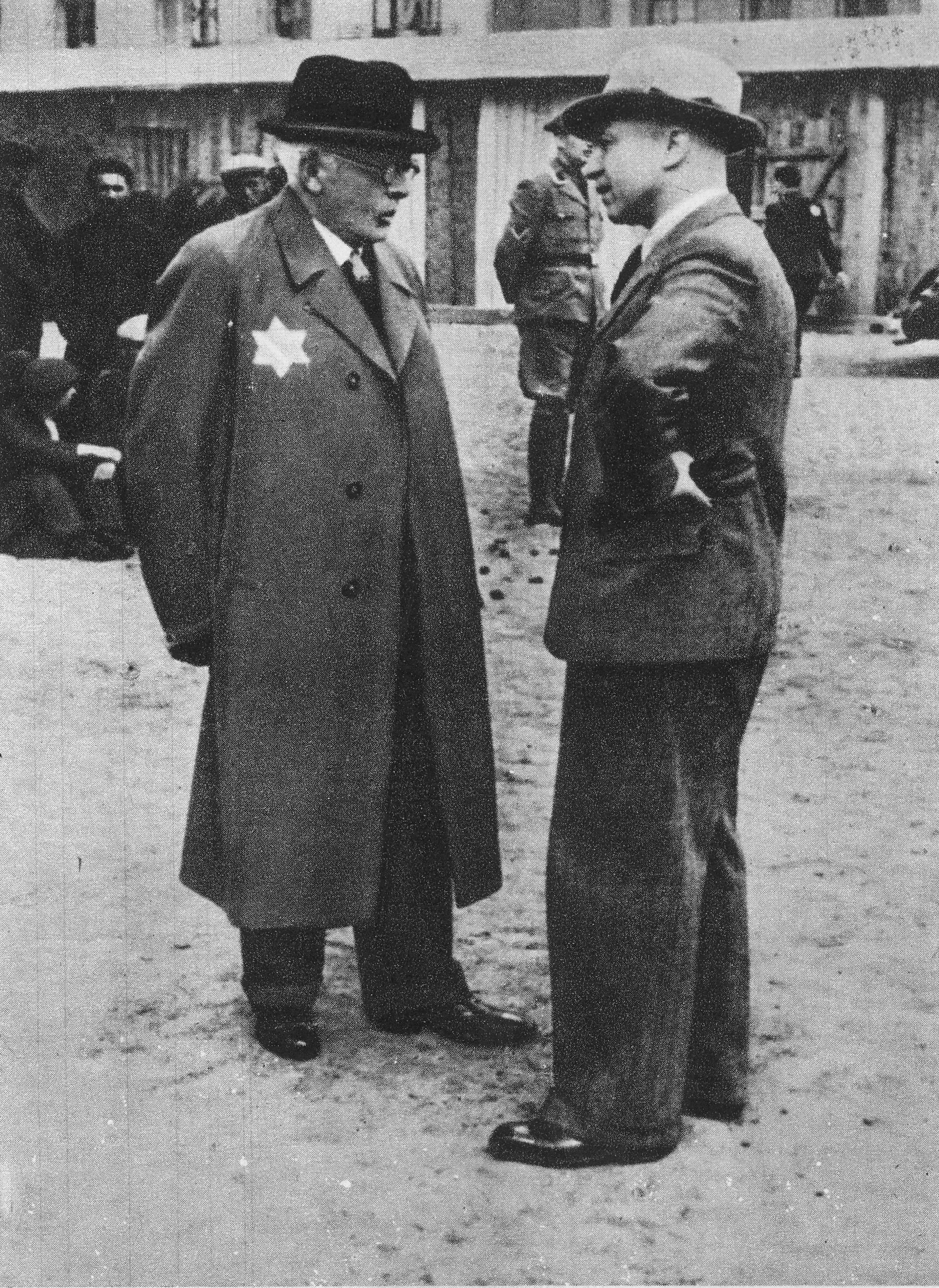
Chaim Rumkowski wraz z szefem niemieckiej cywilnej administracji getta łódzkiego, Hansem Biebowem

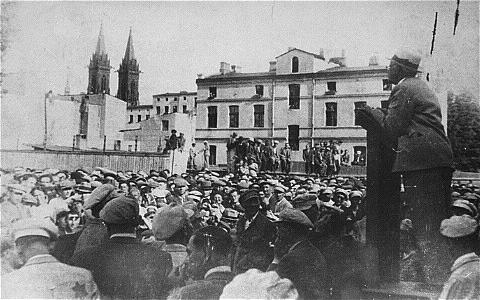
Chaim Rumkowski przemawia do mieszkańców na tzw. placu strażackim (obecnie obszar między posesjami 12 i 14 przy ul. Zachodniej). W tle ówczesna siedziba wydziałów żydowskiej administracji getta: zasiłkowego, robót publicznych, Urząd Pracy przy ul. Lutomierskiej oraz kościół Wniebowzięcia Najświętszej Maryi Panny

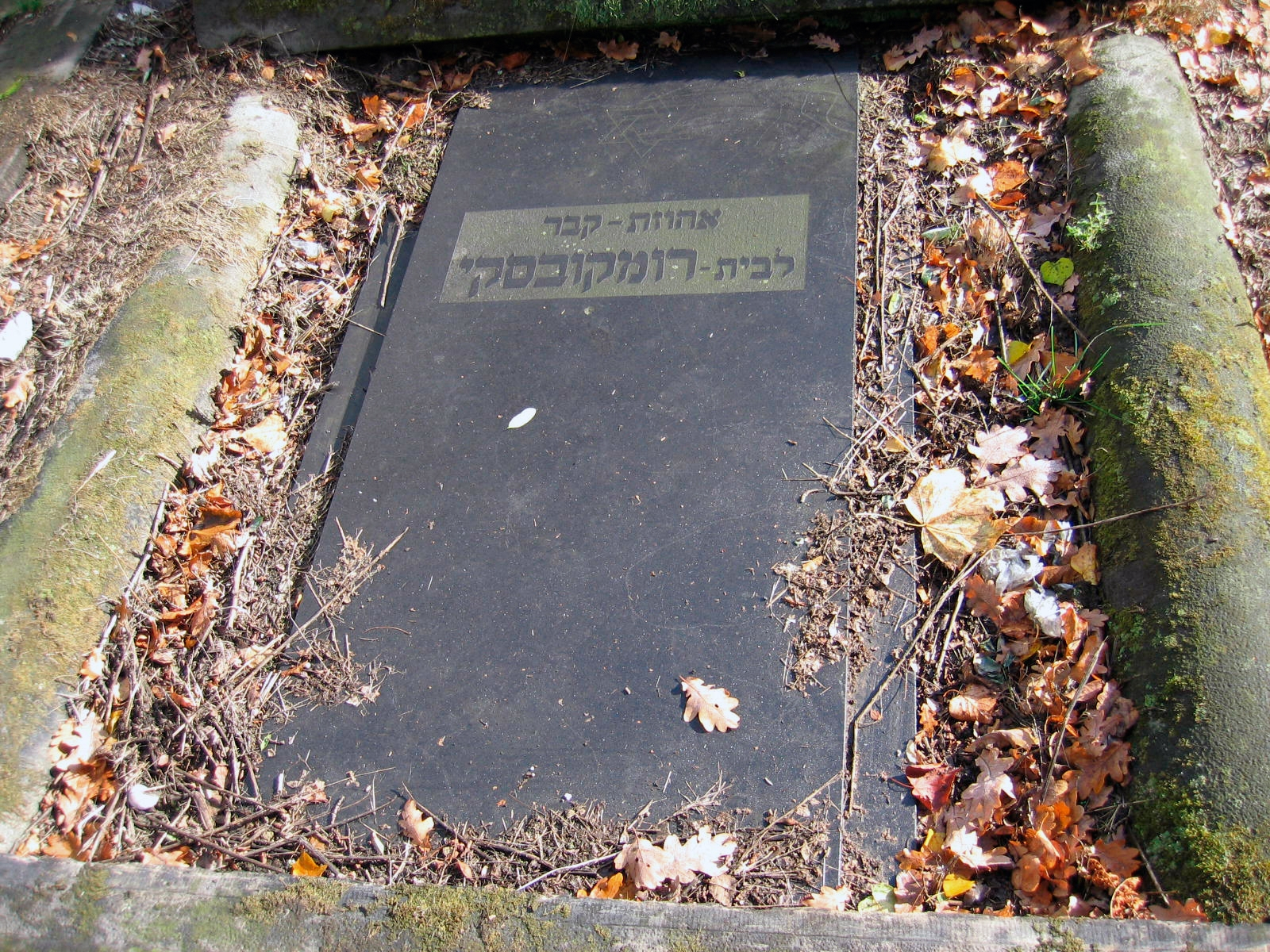
Grób Ity, pierwszej żony Chaima; Łódź, cmentarz przy ul. Brackiej, kwatera „lewa D”, obok grobu Hertzów

Chaim Mordechaj Rumkowski (ur. 27 lutego 1877 w Ilinie (dzielnica Wielkich Łuków), zm. między 30 sierpnia a ok. 1 września 1944 w KL Auschwitz-Birkenau) – żydowski przemysłowiec, działacz syjonistyczny, przełożony (prezes) Starszeństwa Żydów w Łodzi do likwidacji Ghetta Litzmannstadt w końcu sierpnia 1944 roku. Jego działalność w tym okresie jest zazwyczaj potępiana (oskarżenie o kolaborację z Niemcami), choć istnieją również mniej krytyczne oceny.

## Życiorys

### Do II wojny światowej
Urodził się w rodzinie żydowskiej; jego rodzicami byli Roman (Ruwen) i Dyna. Miał dwie siostry, ale stracił z nimi kontakt po rewolucji październikowej. Jedna mieszkała w Charkowie, a druga w Moskwie. Do Łodzi przybył w 1892, w ramach dużej fali emigracyjnej Żydów z obszaru Cesarstwa Rosyjskiego, uciekających przed prześladowaniami etnicznymi (tzw. emigracja Litwaków). 
W 1902 poślubił w Łodzi Itę vel Idę z domu Bender (córkę Icka i Dwojry, ur. 15 listopada 1875 w Łodzi), która zmarła na raka w grudniu 1937 roku.
W latach 1907–1909 prowadził w Łodzi wraz z Abem Neimanem zakład wykańczania tkanin pluszowych Apretura pluszu, przy ul. Wólczańskiej 29.
Po I wojnie światowej pracował jako agent ubezpieczeniowy. Mieszkał i prowadził biuro przy ul. J. Kilińskiego 105. W tym samym domu mieszkał jego brat – Józef.
W latach 1925–1939 pełnił również funkcję prezesa zarządu Internatu dla Dzieci Żydowskich i Fermy w „Helenówku”, przy obecnej ul. Krajowej 15, którego bazę materialną (budynek główny, zabudowania gospodarcze i gospodarstwo rolne) stworzył od podstaw.
Od 1931 był członkiem zarządu Gminy Żydowskiej w Łodzi z ramienia partii „Ogólnych Syjonistów”, ale pod koniec lat 30. XX w. opuścił ją, wiążąc się z silniejszą Agudą.

### II wojna światowa
13 października 1939 został mianowany arbitralną decyzją szefa Zarządu Cywilnego Łodzi, dr. D. Leistera, zwierzchnikiem Żydów w Łodzi, a następnie Ghetta Litzmannstadt – które formalnie powstało w lutym 1940 – z tytułem „przewodniczący Starszeństwa Żydów w Łodzi” (Der Ältester der Juden in Lodz/Litzmannstadt), jako jedyny pozostały w tym czasie członek zarządu Gminy Żydowskiej w tym mieście. W getcie najczęściej określano go mianem „prezesa”, bez wymieniania nazwiska, ale nieoficjalnie, szczególnie przez osoby mu niechętne lub zwalczające go, „Chaimem Groźnym” lub „królem Chaimem”.
Jego działalność na tym stanowisku wywołuje do dziś wielkie kontrowersje. Krytycy zarzucają mu wprost współpracę z Niemcami, która miała się wyrażać w zmuszaniu więźniów getta łódzkiego do wyniszczającej pracy na rzecz Trzeciej Rzeszy oraz pomocy w ich eksterminacji – w odróżnieniu od, na przykład, Adama Czerniakowa z getta warszawskiego.
Hasłem, którym Rumkowski kierował się podczas organizacji łódzkiego getta, a następnie kierowania jego codziennym życiem, było: Unser einziger Weg ist Arbeit (Naszą jedyną drogą (wyjściem) jest praca). Uzasadnienia jego słuszności pojawiały się w przemówieniach Rumkowskiego do ludności getta, na przykład z dnia 15 maja 1941

„Gdy zastanawiałem się, jak pokonać problem, wobec którego stanęli Żydzi, doszedłem do wniosku, że praca jest dla nich najlepszym z błogosławieństw. Znacie, nieprawdaż, moich pięć podstawowych haseł? 1: Praca, 2: Chleb, 3: Pomoc dla chorych, 4: Opieka nad dziećmi, 5: Spokój w getcie. Mój Beirat potrafi tylko gadać. Samotnie dźwigam moje zadanie i jeśli trzeba, używam siły. Dyktatura nie jest brzydkim słowem. Dzięki dyktaturze zdobyłem uznanie Niemców dla mojej pracy. A gdy mówią: Litzmannstadt Ghetto, odpowiadam: To nie getto, to miasto pracy”.

Ta idea, to jedna z kluczowych kwestii w ocenie okupacyjnej działalności Rumkowskiego. Jego obrońcy podnoszą, że dzięki wzorowej organizacji getta w Łodzi i korzyściom ekonomicznym, jakie przynosiło ono Niemcom, przetrwało aż do końca sierpnia 1944. Między innymi dzięki temu z żadnego innego getta na ziemiach polskich nie uratowało się tak wielu Żydów (szacuje się, że ok. 10 000). Takie argumenty przedstawia w swojej książce Anatol Chari, który usprawiedliwia Rumkowskiego i tłumaczy jego działania błędną kalkulacją polityczną. Faktem jest również, że w tym getcie nie było aż tak drastycznych różnic w poziomie życia jak w getcie warszawskim; szczególnej jego opiece podlegały dzieci i młodzież. Tymczasem np. Marek Edelman o działalności Rumkowskiego mówił:

„To głupoty. To dzięki Rumkowskiemu Hans Biebow nie musiał mobilizować żołnierzy, bo wszystko miał na tacy. To bzdura, że przetrwało tylu łódzkich Żydów, bo Rumkowski zorganizował getto jako obóz pracy dla Niemców. W Warszawie też szopy produkowały tysiące mundurów dla niemieckiej armii, a w którymś momencie Niemcy powiedzieli stop”.

Po wizycie Rumkowskiego w getcie warszawskim, w maju 1941 (m.in. w celu pozyskania dla łódzkiego getta lekarzy), Emanuel Ringelblum w swojej Kronice getta warszawskiego wrzesień 1939 – styczeń 1943 (Warszawa 1988) zapisał:

„Jest to starzec lat około siedemdziesięciu, człowiek o niezwykłych ambicjach i trochę stuknięty. Opowiadał cuda o łódzkim getcie. Jest tam państwo żydowskie z 400 policjantami, z trzema więzieniami (...). Uważa się za pomazańca bożego.”

Adam Czerniaków, prezes warszawskiego Judenratu, z którym podczas tej wizyty Rumkowski się spotkał, pisał o nim w swoim pamiętniku:

„Jest to samochwalec. Zarozumiały i głupi. Szkodliwy, bo wmawia władzom, że u niego jest dobrze”.

W ocenach Rumkowskiego w tym zakresie koniecznym jest między innymi uwzględnienie oceny działalności kierownika niemieckiej administracji getta (Gettoverwaltung) – Hansa Biebowa, który z przyczyn osobisto-merkantylnych, był bardzo zainteresowany jak najdłuższym trwaniem łódzkiego getta. W 1944 uzyskał nawet w tym zakresie poparcie ministra uzbrojenia i amunicji – Alberta Speera, chociaż los łódzkiego getta i jego więźniów i tak był przesądzony z powodu nazistowskiej koncepcji „ostatecznego rozwiązania kwestii żydowskiej” (Endlösung der Judenfrage) oraz zależny personalnie od decyzji Heinricha Himmlera, jej kluczowego wykonawcy. Kwestia relacji Rumkowski – Biebow jest jedną z bardziej frapujących w dziejach łódzkiego getta.
Kolejną kwestią w ocenie Rumkowskiego jest jego postawa podczas tak zwanej wielkiej szpery (niem. Allgemeine Gehsperre) we wrześniu 1942, kiedy to pierwszego dnia tego miesiąca otrzymał od gestapo bezdyskusyjne polecenie przygotowania do wywiezienia z getta wszystkich dzieci do 10. roku życia, starców powyżej 65. rż. i chorych. Komunikując to polecenie więźniom getta, wygłosił 4 września na placu ćwiczeń straży pożarnej getta do ludności getta swoje najsłynniejsze, a jednocześnie wstrząsające w aspekcie ogólno-humanitarnym przemówienie, znane dziś pod tytułem Oddajcie mi swoje dzieci...

„Ponury podmuch uderzył getto. Żądają od nas abyśmy zrezygnowali z tego co mamy najlepszego – naszych dzieci i starszych. Nie mogłem mieć własnych dzieci, więc oddałem swoje najlepsze lata dzieciom. Żyłem i oddychałem z dziećmi, nigdy nie wyobrażałem sobie, że będę musiał uczynić tę ofiarę na ołtarzu własnymi dłońmi. W moim wieku, muszę rozłożyć ręce i błagać: Bracia i siostry! Oddajcie mi je! Ojcowie i matki – dajcie mi swoje dzieci! Wczoraj po południu dali mi rozkaz wysłania więcej niż 20 000 Żydów poza getto a jeśli nie „My to zrobimy”. Pytanie jakie powstało, to czy powinniśmy to wziąć na siebie, zrobić to sami, czy zostawić to innym do zrobienia?” Więc, my – to znaczy Ja i moi najbliżsi współpracownicy pomyśleliśmy najpierw nie o tym ilu zniknie, ale jak wielu jest możliwe ocalić. I doszliśmy do konkluzji, że jakby nie było to dla nas trudne, powinniśmy wcielić ten rozkaz w życie własnymi rękami. Muszę przygotować tę trudną i krwawą operację, muszę odciąć gałęzie, aby ocalić pień. Muszę zabrać dzieci, ponieważ jeżeli tego nie zrobię, inni mogą być także zabrani. (...) Udało mi się uratować te [dzieci], które mają lat dziesięć lub więcej. Niech to będzie pociechą w waszym nieszczęściu. Żądanie było na 24 000 ofiar, ale udało mi się stargować tę liczbę do 20 000, może i mniej, ale pod warunkiem, że pójdą wszystkie dzieci do lat dziesięciu. Ponieważ starców i dzieci jest tylko 13 000, musimy dopełnić kwoty, wydając ludzi chorych. Co wolicie: żeby przeżyło 80–90 tys. Żydów, czy żeby wszyscy zostali unicestwieni?”

W podobnej sytuacji Adam Czerniaków popełnił samobójstwo. Ostatecznie Niemcy, niezadowoleni z tempa dostarczania ofiar do wywiezienia, już na drugi dzień przejęli wykonawstwo akcji, wciągając do pomocy gettowską policję i funkcjonariuszy straży pożarnej, obietnicą ochrony zagrożonych deportacją członków ich rodzin. Od tego momentu akcja w ich wykonaniu przybrała niezwykle brutalny charakter. W jej trakcie osoby stawiające jakikolwiek opór lub odnalezione w kryjówkach były natychmiast rozstrzeliwane. Według Icchaka Rubina (op. cit., s. 367) nie było żadnego porozumienia Rumkowskiego z Niemcami, nie został o niej nawet nieoficjalnie uprzedzony; nie udało mu się uratować ojca swojej świeżo poślubionej żony. Łącznie podczas wielkiej szpery, w dniach 5–12 września 1942, wywieziono 15 682 osoby, ponadto zabito na miejscu około 200. Wszystkie jej ofiary zginęły w ośrodku zagłady w Chełmnie n. Nerem (Kulmhof am Nehr).
Ostatnią znaczącą kwestią w ocenach Rumkowskiego są zarzuty, iż dopuścił się przestępstw na tle seksualnym, wykorzystując podległe mu pracownice, m.in. Lucille Eichengreen.
27 grudnia 1941 ożenił się powtórnie z urodzoną w 1907 w Łodzi prawniczką – Reginą Weinberger.
W czasie wielkiej szpery Rumkowski adoptował 11-letniego Stanisława Steina, a po niej Edwarda Kleina, osieroconych w wyniku działań Niemców. Miał być to również przykład dla innych rodzin więźniów getta, zwłaszcza tych w nieco lepszej sytuacji ekonomicznej, dla realizacji jego wezwania o zaopiekowanie się tego rodzaju dziećmi („dekretowo adoptowanymi”).
Po wielkiej szperze pozycja Rumkowskiego w getcie znacznie osłabła i ciągle malała na rzecz Arona Jakubowicza – kierownika Centralnego Biura Resortów Pracy i Marka Kliegera – szefa Oddziału Specjalnego (Sonderkomando), nieomal oficjalnego agenta gestapo w getcie. Przejawem tego było coraz częstsze kontaktowanie się z nim H. Biebowa poprzez te dwie osoby.
29 sierpnia 1944 wraz z żoną, przysposobionym synem – Stanisławem Steinem, bratem Józefem i jego żoną – Heleną, został wywieziony ostatnim transportem z Łodzi do niemieckiego obozu koncentracyjnego w Auschwitz (według E. Cherezińskiej, za Etką Daum, miał możliwość ocalenia, ale tylko on, bez brata i jego rodziny) i tam zginął w nieustalonych okolicznościach. Najczęściej powtarzaną i przytaczaną w wielu publikacjach wersją jest, że rozpoznany przez Żydów-więźniów po przybyciu na rampę obozu oświęcimskiego zginął przez nich zatłuczony lub wrzucony żywcem do pieca krematoryjnego, co jednak nie znalazło jednoznacznego potwierdzenia.
Nieznane są losy jego żony, podówczas osoby stosunkowo młodej, w dobrej kondycji fizycznej, która według zasad selekcji na rampie obozu oświęcimskiego miała dużą szansę być zatrzymaną w obozie i skierowaną do pracy i w tych okolicznościach przeżyć obóz. Mogła też, jak wiele innych kobiet z łódzkiego getta, zostać czasowo zatrzymana w obozie, a następnie wywieziona do jakiegoś innego obozu.
Łódzkie adresy zamieszkania Ch. Rumkowskiego: przedwojenne – Południowa 26 (dziś ulice Rewolucji 1905 roku) i Kilińskiego 105; okupacyjne – najpierw Łagiewnicka 36 (przedwojenny szpital „Kasy Chorych”, mieszkanie na I piętrze w skrzydle przeznaczonym na zamieszkanie jego kierownictwa), potem, na polecenie H. Biebowa, dom przy ul. Łagiewnickiej 63, ponadto równolegle (szczególnie latem) mieszkał w osobnym drewnianym budynku przy obecnej ul. Karola Miarki.
W Izraelu (w Tel Awiwie) od 1937 mieszka jego bratanek, Roman Rumkowski, który posiada wiele zdjęć stryja z okresu sprzed II wojny światowej.

## Historiografia
Postać Chaima Rumkowskiego po okresie potępienia jako kolaboranta nazistów w dziele funkcjonowania i likwidacji łódzkiego getta stała się przedmiotem wnikliwych badań. Przejawem negatywnego spojrzenia na jego działalność jest film dokumentalny wyemitowany przez telewizję Discovery w cyklu Kolaboranci III Rzeszy. Przełomem w innym spojrzeniu na jego postać jest publikacja Moniki Polit Mordechaj Chaim Rumkowski – Prawda i zmyślenie. W 2017 roku Claude Lanzmann nakręcił film dokumentalny The Four Sisters wyświetlany przez telewizję Planete, wstrząsający dokument o działalności Rumkowskiego w Getcie Litzmannstad. Ciekawym zabiegiem jest hipotetyczny sąd nad Rumkowskim zawarty w powieści Andrzeja Barta Fabryka muchołapek, która została przeniesiona na scenę Teatru Nowego w Łodzi w sezonie 2017/2018 w adaptacji autora.